# Bruno Kastner

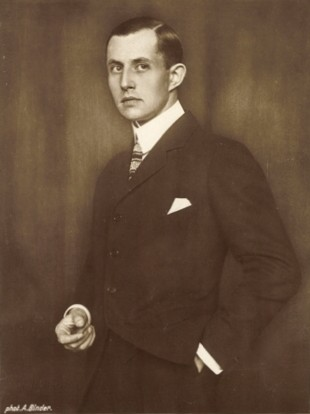
Bruno Kastner auf einer Fotografie von Alexander Binder

Richard Otto Bruno Kastner (* 3. Januar 1890 in Forst (Lausitz); † 30. Juni 1932 in Bad Kreuznach) war ein deutscher Schauspieler, der vor allem in Stummfilmen auftrat. Er galt als einer der beliebtesten deutschen Filmschauspieler seiner Zeit.

## Leben
Bruno Kastner wurde 1890 als Sohn des Steuereinnehmers Paul Ferdinand Richard Kastner und seiner Gattin Ida Elisabeth Emma, geb. Voigt, in Forst geboren. Nach dem Besuch des Gymnasiums in Fürstenwalde ging Kastner zum Militär, wo er wegen Dienstuntauglichkeit nur 17 Tage blieb. Anschließend nahm er Schauspielunterricht bei dem Schauspieler Paul Biensfeldt in Berlin, wurde darauf vom Stadttheater Harburg engagiert. Nach einiger Zeit auf Wanderbühnen wirkte Kastner ab 1911 bis 1921 als Chorsänger und Schauspieler an den Meinhard- und Bernauer-Bühnen in Berlin.

### Aufstieg
Der Ausbruch des Ersten Weltkriegs brachte für den dienstuntauglichen Kastner den Durchbruch im Film. Alle für den Kriegsdienst tauglichen Schauspieler wurden eingezogen, wodurch Darsteller zu einer raren Mangelware wurden. Noch 1914 wurde Bruno Kastner vom dänischen Regisseur Urban Gad entdeckt, der ihm im Lustspiel Engelein und dem Nachfolge-Film Engeleins Hochzeit eine Rolle an der Seite von Asta Nielsen übernahm. Der junge, gutaussehende und mit einem gewinnenden Lächeln ausgestattete Kastner wurde rasch zum Frauenschwarm, dem von der Post die Liebesbriefe seiner weiblichen Fans in Wäschekörben zugestellt wurden. Das männliche Publikum fand weniger schmeichelhafte Bezeichnungen wie Kleiderbügel und löste eine rege Diskussion über Kastner in Zeitungen und Filmzeitschriften aus. 1921 wurde Bruno Kastner zum besten Schauspieler Deutschlands gewählt.
Im März 1922 gründeten Manfred Liebenau und Paul Dienstag die Kastner-Film GmbH der Ring-Film AG, um Filme mit dem Star zu produzieren, die Liebenau als Erik Lund selbst inszenierte.
Kastner war von 1918 bis 1924 in erster Ehe mit der Schauspielerin Ida Wüst verheiratet, mit der er auch gemeinsam vor der Kamera stand und Drehbücher verfasste.

### Abstieg
Nachdem Bruno Kastner 1924 einen schweren Motorradunfall in Lugano hatte, von dem er sich nie wieder ganz erholte, begann der Stern des schönen Bruno zu sinken. Hinzu kam, dass ihm durch das fortschreitende Alter die Rollen als junger und verführerischer Dandy, mit denen er sein weibliches Publikum besonders begeistert hatte, versagt blieben. Schließlich machte es auch der aufkommende Tonfilm dem durch einen Sprachfehler stark beeinträchtigten Schauspieler schwer, seine Fans zu halten. Kastner litt sehr unter seiner schwindenden Popularität – am 30. Juni 1932 setzte er in einem Hotelzimmer in Bad Kreuznach mit nur 42 Jahren seinem Leben ein Ende durch Erhängen.
Bruno Kastner war in zweiter Ehe seit 1925 mit Lisl Tirsch-Kastner verheiratet. Deren Nachlass befindet sich im Besitz von Sebastian Kuboth.

## Filmografie
- 1914: Engelein
- 1915: Die Tochter der Landstraße
- 1915: Ein kluges Herz
- 1915: Das Schicksal der Gabriele Stark
- 1916: Artur Imhoff
- 1916: Engeleins Hochzeit
- 1916: Die Stimme des Toten
- 1916: Dynamit
- 1916: Dorritchens Vergnügungsreise
- 1916: Dorrit bekommt eine Lebensstellung
- 1916: Der unsichtbare Mensch
- 1916: Dorrits Eheglück
- 1916: Ein nettes Pflänzchen
- 1917: Für die Ehre des Vaters
- 1917: Der Erbe von Het Steen
- 1917: Die Retterin
- 1917: Die Bettlerin von St. Marien
- 1917: Hilde Warren und der Tod
- 1917: Prinzesschen soll heiraten
- 1917: Das Rätsel der Stahlkammer
- 1917: Der Onyxknopf
- 1917: Die Rache des Avenarius
- 1917: Das Legat
- 1917: Die Krone von Kerkyra
- 1917: Lori & Co.
- 1917: Die Hochzeit im Excentric-Club
- 1917: Strandgut oder Die Rache des Meeres
- 1917: Das Geschäft
- 1917: Das Gewissen des Andern
- 1917: Katharina Karaschkin
- 1917: Das verlorene Paradies
- 1917: Der schwarze Chauffeur
- 1917: Das Klima am Vaucourt
- 1917: Die Kaukasierin
- 1917: Ein Lichtstrahl im Dunkel
- 1918: Die Ehe der Charlotte von Brakel
- 1918: Die Buchhalterin
- 1918: Die Fürstin von Beranien
- 1918: Fünf Minuten zu spät
- 1918: Der Gattestellvertreter
- 1918: Das Gerücht
- 1919: Das Herz des Casanova
- 1919: Der Schwur
- 1919: Zwischen zwei Welten
- 1919: Die goldene Lüge
- 1919: Die Bodega von Los Cuerros
- 1919: Eines Mannes Wort
- 1919: Artistentreue
- 1919: Nur ein Diener
- 1919: Der letzte Sonnensohn
- 1919: Der Weltmeister
- 1919: Allerseelen
- 1920: Verbotene Liebe
- 1920: Das Erbe von Carlington
- 1920: Feuerreiter
- 1920: Alfred von Igelheims Lebensdrama
- 1920: Der König von Paris (2 Teile)
- 1920: Weiße Rosen
- 1921: Das Brandmal der Vergangenheit
- 1921: Der Silberkönig (4 Teile)
- 1921: Der Graf, die Tänzerin und der Staatsanwalt
- 1922: Das Geheimnis von Schloss Ronay
- 1922: Wenn die Maske fällt
- 1922: Die Lüge eines Sommers
- 1922: Der bekannte Unbekannte
- 1923: Das Paradies im Schnee
- 1924: Colibri
- 1924: Königsliebchen
- 1924: Der Aufstieg der kleinen Lilian
- 1924: Soll und Haben
- 1924: Der Flug um den Erdball
- 1924: Die Bacchantin
- 1924: Komödianten des Lebens
- 1925: Die drei Portiermädel
- 1925: Die Frau mit dem Etwas
- 1925: Die vertauschte Braut
- 1925: Der Mann, der sich verkauft
- 1925: Die Aßmanns
- 1925: Die vom anderen Ufer
- 1925: Wenn Du eine Tante hast
- 1926: Der Mann ohne Schlaf
- 1926: Die Brüder Schellenberg
- 1926: Wehe, wenn sie losgelassen
- 1926: Wien – Berlin
- 1926: Es blasen die Trompeten
- 1926: Die geschiedene Frau
- 1927: Hotel Erzherzogin Viktoria (Seine Hoheit, der Eintänzer)
- 1927: Die Bräutigame der Babette Bomberling
- 1927: Die schönsten Beine von Berlin
- 1927: Der Orlow
- 1927: Die Dame mit dem Tigerfell
- 1927: Jugendrausch
- 1927: Mein Freund Harry
- 1927: Du sollst nicht stehlen
- 1928: Luther – Ein Film der deutschen Reformation
- 1928: Freiwild
- 1928: Die Pflicht zu schweigen
- 1928: Angst
- 1930: Das Land des Lächelns
- 1930: Tingel-Tangel